# スティーブン・ハウストン
スティーブン・ハウストン（Stephen D. Houston、1958年 - ）は、アメリカ合衆国の考古学者、人類学者、マヤ碑文研究者。

## 略歴
ハウストンはペンシルベニア州チェンバーズバーグに生まれた。1980年にペンシルベニア大学を卒業した後にイェール大学で研究を続け、1983年に修士、1987年に博士の学位を取得した。
1987年にヴァンダービルト大学の助教に就任した。1994年にブリガムヤング大学に移り、1996年に教授に昇任した。2004年にブラウン大学に移った。
ハウストンはカラコル、ピエドラス・ネグラス、エル・ソツなどのマヤ遺跡を発掘した。
2008年にマッカーサー・フェローに選ばれた。2011年にグアテマラ政府のケツァル勲章グラン・クルスを授与された。

## 主な著書
- Maya Glyphs. University of California Press. (1989)
  - 日本語訳：植田覚 訳『マヤ文字』学芸書林、1996年。ISBN 4875170181。
- Hieroglyphs and History at Dos Pilas: Dynastic Politics of the Classic Maya. (1993)
- Classic Maya Place Names. Dumberton Oaks. (1994)（デイヴィッド・ステュアートと共著）
- Royal Courts of the Ancient Maya. Westview Press. (2000-2001). ISBN 0813336406（2冊、猪俣健と共編）
- The Decipherment of Ancient Maya Writing. University of Oklahoma Press. (2001)（デイヴィッド・ステュアートと共著）
- The First Writing: Script Invention as History and Process. Cambridge University Press. (2004)
- The Memory of Bones: Body, Being and Experience among the Classic Maya. University of Texas Press. (2006)（共著）
- The Classic Maya. Cambridge University Press. (2009)（猪俣健と共著）
- The Life Within: Classic Maya and the Matter of Permanence. Yale University Press. (2014)